# Гуревич, Эзекиель Бенционович
Эзеки́ель Бенцио́нович Гуре́вич (13 июля 1861 — после 1917) — врач, член Государственной думы IV созывa от Курляндской губернии.

## Биография
Еврей из мещан города Динабург, надворный советник. Окончил Псковскую классическую гимназию и медицинский факультет Дерптского университета со степенью лекаря (1887). Вёл врачебную практику в городе Якобштадт. Состоял бесплатным лекарем при Якобштадтском городском 3-классном училище.Член Конституционно-демократической партии. Женат, трое детей.
В 1912 году избран в IV Государственную  думу от 1-го и 2-го съездов городских избирателей. Входил в Конституционно-демократическую фракцию. Член комиссий: библиотечной (секретарь), по народному образованию, о народном здравии (на 1-й сессии товарищ (заместитель) секретаря), по вероисповедным вопросам, по исполнению государственной росписи доходов и расходов. Докладчик Комиссии по народному образованию. Член Прогрессивного блока.
Во время 1-й мировой войны 1914-1918 главный врач Якобштадтского соединенного лазарета Красного Креста (с января 1915).
Дальнейшая судьба неизвестна.